# Christiane Muller
Pour les articles homonymes, voir Muller.

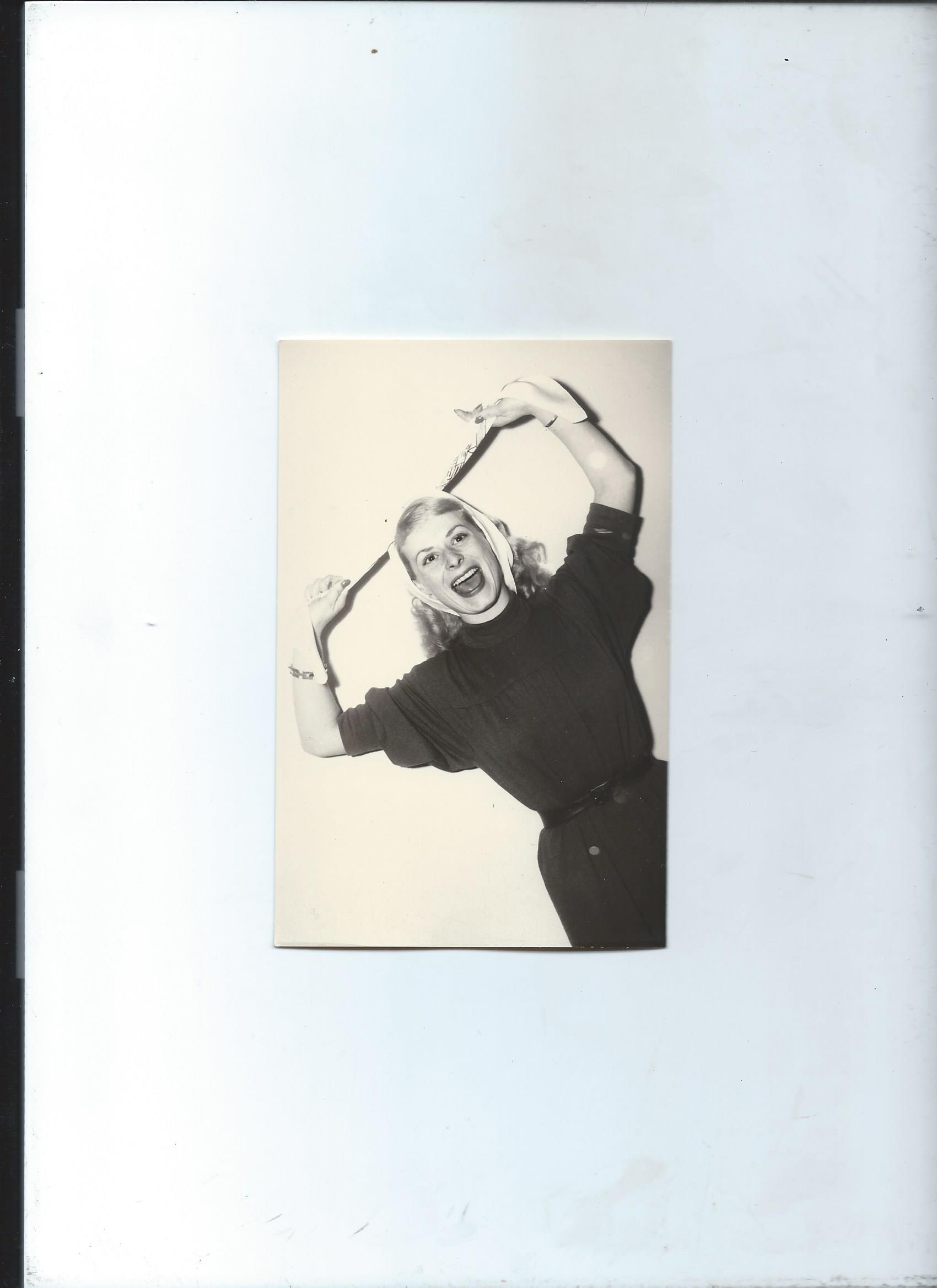
Christiane Muller vers 1960

Christiane Muller, née le 3 mars 1932 à Argenteuil dans le Val-d'Oise et morte le 11 mai 2006 à Paris, est une actrice française.

## Biographie
Elle a notamment joué dans Les Grandes Vacances et Jo le rôle de la bonne avec Louis de Funès et Claude Gensac ainsi que dans "Les Valseuses" de Bertrand Blier. Elle est l'épouse de Eddy Rasimi et la mère de Sophie et Olivier Rasimi.

## Théâtre
- 1952 : Une femme nue dans le métro de Michel Fray, Théâtre de l'Étoile
- 1954 : Le Coin tranquille de Michel André, mise en scène Christian-Gérard, Théâtre Michel
- 1957 : Une femme trop honnête d'Armand Salacrou, mise en scène Georges Vitaly, Théâtre Édouard VII
- 1959 : Long voyage vers la nuit d'Eugene O'Neill, mise en scène Marcelle Tassencourt, Théâtre Hébertot
- 1960 : Long voyage vers la nuit d'Eugene O'Neill, mise en scène Marcelle Tassencourt, Théâtre Marigny
- 1960 : Les femmes veulent savoir de Jacques Glaizal et Anne Blehaut, mise en scène Christian-Gérard, Théâtre des Arts
- 1960 : Boeing-Boeing de Marc Camoletti, Comédie Caumartin : Berthe
- 1969 : Occupe-toi d'Amélie de Georges Feydeau, mise en scène Jacques Charon, Théâtre de la Madeleine
- 1971 : La Main passe de Georges Feydeau, mise en scène Pierre Mondy, Théâtre Marigny
- 1972 : La Bonne Adresse de Marc Camoletti, mise en scène Christian-Gérard, Théâtre Michel
- 1972 : Boeing-Boeing de Marc Camoletti, Comédie Caumartin : Berthe
- 1974 : Boeing-Boeing de Marc Camoletti, Comédie Caumartin : Berthe
- 1974 : Les Aventures de Tom Jones de Jean Marsan et Jacques Debronckart d'après Henry Fielding, mise en scène René Clermont, Théâtre de Paris
- 1975 : Les Deux Vierges de Jean-Jacques Bricaire & Maurice Lasaygues, mise en scène Robert Manuel, Théâtre des Nouveautés
- 1977 : Au plaisir Madame de Philippe Bouvard, mise en scène Jean-Marie Rivière, Théâtre Michel
- 1977 : Les Vignes du seigneur de Robert de Flers et Francis de Croisset, Théâtre Michel
- 1978 : Boulevard Feydeau pièces de Georges Feydeau : Feu la mère de madame, On purge bébé, mise en scène Raymond Gérome, Théâtre des Variétés
- 1979 : Boeing-Boeing de Marc Camoletti, Comédie Caumartin : Berthe
- 1979 : Je veux voir Mioussov de Valentin Kataiev, adaptation Marc-Gilbert Sauvajon, mise en scène Jacques Fabbri, Théâtre du Palais-Royal et Théâtre des Variétés en 1980
- 1980 : On dînera au lit de Marc Camoletti, mise en scène de l'auteur, Théâtre Michel
- 1981 : Joyeuses Pâques de Jean Poiret, mise en scène Pierre Mondy, Théâtre du Palais-Royal, Théâtre de la Michodière
- 1983 : Joyeuses Pâques de Jean Poiret, mise en scène Pierre Mondy, théâtre Édouard VII
- 1984 : Désiré de Sacha Guitry, mise en scène Jean-Claude Brialy, théâtre Édouard VII
- 1988 : Le Grand Standing de Neil Simon, mise en scène Michel Roux, Théâtre des Nouveautés
- 1989 : Les Palmes de Monsieur Schutz de Jean-Noël Fenwick, mise en scène Gérard Caillaud, Théâtre des Mathurins
- 1993 : Boeing-Boeing de Marc Camoletti, mise en scène de l'auteur, Théâtre Michel
- 1995 : Sacré Nostradamus ! de Jean Dell, mise en scène Gérard Caillaud, Théâtre des Mathurins

## Filmographie

### Cinéma
- 1947 : Carré de valets de André Berthomieu - Mlle Biscotin
- 1948 : Clochemerle de Pierre Chenal : Adèle Torbayon
- 1957 : Paris Music Hall de Stany Cordier
- 1957 : Le Triporteur de Jack Pinoteau - Une copine de Jean-Claude
- 1967 : Les Grandes Vacances de Jean Girault - La bonne des "Bosquier"
- 1971 : Jo de Jean Girault - Mathilde, la bonne
- 1973 : Les Valseuses de Bertrand Blier - La mère de Jacqueline
- 1975 : Calmos de Bertrand Blier
- 1978 : Les Bidasses au pensionnat de Michel Vocoret : Professeur
- 1979 : Duos sur canapé de Marc Camoletti - La passante
- 1980 : T'inquiète pas, ça se soigne de Eddy Matalon - Mme Bellard

### Télévision
- 1956 : Fais-moi confiance de René Lucot : Hélène
- 1962 : Le Théâtre de la jeunesse : Gargantua (téléfilm, 1962)  : Guillemette
- 1962 : Mabel d' Abder Isker : Elsie
- 1963 : Plaisir du Théâtre : Le divertissement posthume de Jean Vernier : Alphonsine
- 1967 : Au théâtre ce soir : José de Michel Duran, mise en scène Christian-Gérard, réalisation Pierre Sabbagh, Théâtre Marigny
- 1969 : Au théâtre ce soir : Le mari ne compte pas de Roger-Ferdinand, mise en scène Jacques Morel, réalisation Pierre Sabbagh, Théâtre Marigny
- 1971 : Les Enquêtes du commissaire Maigret de Claude Barma, épisode : Maigret et le fantôme : la concierge (comme Christianne Muller)
- 1972 : Au théâtre ce soir : La Main passe de Georges Feydeau, mise en scène Pierre Mondy, réalisation Pierre Sabbagh, Théâtre Marigny
- 1972 : Au théâtre ce soir : Ferrailles et chiffons de Garson Kanin, mise en scène Pierre Mondy, réalisation Pierre Sabbagh, Théâtre Marigny
- 1972 : Au théâtre ce soir : Noix de coco de Marcel Achard, mise en scène Jean Meyer, réalisation Pierre Sabbagh, Théâtre Marigny
- 1973 : Poof de Lazare Iglésis : La nourricePoof de Lazare Iglésis : La nourrice
- 1973 : Ton amour et ma jeunesse d'Alain Dhénaut : Mlle Horbourg
- 1976 : Au théâtre ce soir : Week-end de Noël Coward, mise en scène Jacques Ardouin, réalisation Pierre Sabbagh, théâtre Édouard VII
- 1977 : Au théâtre ce soir : Les Deux Vierges de Jean-Jacques Bricaire et Maurice Lasaygues, mise en scène Robert Manuel, réalisation Pierre Sabbagh, Théâtre Marigny
- 1977 : Cinéma 16 (série) : Esprit de Suite de Jean Hennin : Simone
- 1978 : Au théâtre ce soir : Une femme trop honnête d'Armand Salacrou, mise en scène Georges Vitaly, réalisation Pierre Sabbagh, Théâtre Marigny
- 1978 : Commissaire Moulin de François Dupont-Midy, épisode : Intox : Mathilde, la femme du pompiste
- 1979 : On purge bébé de Jeannette Hubert : Rose
- 1979 : Feu la mère de Madame de Jeannette Hubert : Annette
- 1980 : Je veux voir Mioussov de Philippe Ducrest : Rosa Eremeevna
- 1980 : On dînera au lit de Georges Folgoas : Marie-Louise
- 1980 : Au théâtre ce soir : La Coquine d'André Roussin, mise en scène Bernard Dhéran, réalisation Pierre Sabbagh, Théâtre Marigny
- 1991 : Nouvelles de Marcel Aymé (série) : Héloïse de Pierre Tchernia : Midwife / Sage-femme
- 1992 : Un beau petit milliard de Pierre Tchernia : Adrienne
- 1998 : P.J. de Gérard Vergez, épisode : 'SDF : Arlette
- 1999 : Mort d'un Conquérant de Thierry Chabert : Laville
- 2001 : L'Aîné des Ferchaux de Bernard Stora
- 2001 : P.J. de Gérard Vergez, épisode : 'Mauvais traitements : Madame Le Garrec
- 2003 : La Parité de Gérard Vergez : Rose
- 2003 : Une deuxième chance de Frédéric Krivine : Zoé